# Sam Greenwood
Sam Greenwood (Sunderland, 26 gennaio 2002) è un calciatore inglese, attaccante del Leeds Utd.

## Carriera

### Club

#### Leeds e vari prestiti
Cresciuto nel settore giovanile del Leeds Utd, ha esordito in prima squadra il 10 gennaio 2021, in occasione dell'incontro di FA Cup perso 3-0 in casa del Crawley Town. Il 18 dicembre successivo ha debuttato anche in Premier League, nella sconfitta per 1-4 contro l'Arsenal. Il 5 novembre 2022 ha segnato il suo primo gol in Premier League, nella vittoria per 4-3 contro il Bournemouth.
Il 31 agosto 2023 è passato in prestito al Middlesbrough fino al termine della stagione, trovando ampio spazio in Championship, dove ha collezionato 37 presenze, 5 gol e 3 assist.
Il 5 luglio 2024 è stato ceduto in prestito al Preston N.E., sempre fino al termine della stagione.

### Nazionale
Ha rappresentato le nazionali giovanili inglesi.

## Statistiche

### Presenze e reti nei club
Statistiche aggiornate al 30 novembre 2022.
| Stagione        | Squadra         | Campionato      | Campionato | Campionato | Coppe nazionali | Coppe nazionali | Coppe nazionali | Coppe continentali | Coppe continentali | Coppe continentali | Altre coppe | Altre coppe | Altre coppe | Totale | Totale |
| Stagione        | Squadra         | Comp            | Pres       | Reti       | Comp            | Pres            | Reti            | Comp               | Pres               | Reti               | Comp        | Pres        | Reti        | Pres   | Reti   |
| --------------- | --------------- | --------------- | ---------- | ---------- | --------------- | --------------- | --------------- | ------------------ | ------------------ | ------------------ | ----------- | ----------- | ----------- | ------ | ------ |
| gen.-giu. 2021  | Leeds Utd       | PL              | 0          | 0          | FACup+CdL       | 1+0             | 0               |                    | -                  | -                  |             | -           | -           | 1      | 0      |
| 2021-2022       | Leeds Utd       | PL              | 7          | 0          | FACup+CdL       | 1+1             | 0               |                    | -                  | -                  |             | -           | -           | 9      | 0      |
| 2022-2023       | Leeds Utd       | PL              | 6          | 1          | FACup+CdL       | 0+2             | 0               |                    | -                  | -                  |             | -           | -           | 8      | 1      |
| Totale carriera | Totale carriera | Totale carriera | 13         | 1          |                 | 5               | 0               |                    | -                  | -                  |             | -           | -           | 18     | 1      |

### Cronologia presenze e reti in nazionale
| Cronologia completa delle presenze e delle reti in nazionale ― Inghilterra under 21 | Cronologia completa delle presenze e delle reti in nazionale ― Inghilterra under 21 | Cronologia completa delle presenze e delle reti in nazionale ― Inghilterra under 21 | Cronologia completa delle presenze e delle reti in nazionale ― Inghilterra under 21 | Cronologia completa delle presenze e delle reti in nazionale ― Inghilterra under 21 | Cronologia completa delle presenze e delle reti in nazionale ― Inghilterra under 21 | Cronologia completa delle presenze e delle reti in nazionale ― Inghilterra under 21 | Cronologia completa delle presenze e delle reti in nazionale ― Inghilterra under 21 |
| Data                                                                                | Città                                                                               | In casa                                                                             | Risultato                                                                           | Ospiti                                                                              | Competizione                                                                        | Reti                                                                                | Note                                                                                |
| ----------------------------------------------------------------------------------- | ----------------------------------------------------------------------------------- | ----------------------------------------------------------------------------------- | ----------------------------------------------------------------------------------- | ----------------------------------------------------------------------------------- | ----------------------------------------------------------------------------------- | ----------------------------------------------------------------------------------- | ----------------------------------------------------------------------------------- |
| 16-11-2021                                                                          | Batumi                                                                              | Georgia under 21                                                                    | 3 – 2                                                                               | Inghilterra under 21                                                                | Amichevole                                                                          | 1                                                                                   | 36’                                                                                 |
| Totale                                                                              |                                                                                     | Presenze                                                                            | 1                                                                                   |                                                                                     | Reti                                                                                | 1                                                                                   |                                                                                     |